# Sharani Zuberu
Sharani Zuberu (* 7. ledna 2000, Akkra) je ghanský fotbalový útočník či obránce a bývalý mládežnický reprezentant do 20 let, od února 2023 hráč slovenského mužstva ŠK Slovan Bratislava. Mimo Ghanu působil na klubové úrovni v Česku a na Slovensku. Od dětství hraje nejčastěji ve středu útoku a někdy také na křídle, jeho oblíbeným klubem je Real Madrid.

## Klubová kariéra
Svoji fotbalovou kariéru začal v osmi letech ve vesnici Chereponi, odkud v mládeži přestoupil do týmu Dreams F.C. V celku se propracoval do seniorské kategorie, kde nejprve hrál za rezervu mužstva známou jako FC Still Believe a následně nastupoval i za "áčko" klubu Dreams F.C. V srpnu 2018 zamířil na roční hostování s opcí na přestup do Evropy do českého týmu AC Sparta Praha. Setkal se zde se svým krajanem Benjaminem Tettehem, který taktéž hrál v minulosti v mužstvu Dreams F.C. Ve Spartě působil hlavně ve starším dorostu, ale trénoval také s prvním celkem.

### FC DAC 1904 Dunajská Streda
V létě 2019 přesvědčil na testech ve slovenském klubu FC DAC 1904 Dunajská Streda a podepsal svoji první profesionální smlouvu a to na dvanáct měsíců s opcí na další čtyři roky. Během tohoto angažmá hrál i za tehdejší druholigovou rezervu FC ŠTK 1914 Šamorín.

#### Sezóna 2019/20
Ligový debut v dresu Dunajské Stredy absolvoval v desátém kole hraném 29. září 2019 v souboji s týmem MŠK Žilina (výhra 1:0) na trávník přišel v 90. minutě. Poprvé v dresu tohoto celku se střelecky prosadil proti stejnému soupeři 4. 7. 2020, když při vítězství 2:0 na domácím hřišti otevřel v 59. minutě střelecký účet zápasu.

#### Sezóna 2020/21
Před ročníkem 2020/21 DAC na hráče uplatnilo opci. Na podzim 2019 nastoupil za Dunajskou Stredu v lize pouze k pěti střetnutím. Nehrál ani v předkolech Evropské ligy UEFA 2020/21 ani v domácím poháru, a proto před jarní části sezony odešel hostovat do celku MFK Zemplín Michalovce.

#### Sezóna 2021/22
S DAC Dunajskou Stredou se představil ve druhém předkole Evropské konferenční ligy UEFA 2021/22, kde však se spoluhráči vypadli po prohrách 0:1 venku a 0:2 doma s klubem FK Partizan ze Srbska. Svoji první branku v ročníku dal v duelu druhého kola s tehdejším nováčkem ligy Tatranem Liptovský Mikuláš, když ve čtvrté minutě nastavení druhého poločasu zvyšoval na konečných 3:1. Následně skóroval v souboji s týmem FK Senica, když vyrovnával na konečných 1:1. Potřetí v sezoně se střelecky prosadil 27. srpna 2021 v šestém kole proti mužstvu FK Pohronie a podílel se na venkovní výhře 3:0. Svůj čtvrtý gól v ročníku si připsal 10. 4. 2022 proti Slovanu Bratislava, když v nastaveném čase druhé půle snižoval na konečných 1:3. S DAC bojoval neúspěšné v play-off o místo v předkole Evropské Konferenční ligy. V létě 2022 v Dunajské Stredě skončil a byl půl roku bez angažmá.

### MFK Zemplín Michalovce (hostování)
V únoru 2021 zamířil v rámci slovenské nejvyšší soutěže kvůli většímu hernímu vytížení z DAC Dunajské Stredy na šestiměsíční hostování do Zemplínu Michalovce. Debut v lize si zde odbyl v 19. kole proti Pohronie (remíza 1:1), na trávník přišel v 66. minutě. Při vítězství 2:1 doma nad klubem MFK Ružomberok skóroval v 87. minutě. V  posledním 32. kole hraném 22. května 2021 v souboji s týmem FC Nitra (výhra 4:0) zvyšoval v 52. minutě na průběžných 3:0. Na jaře 2021 bojoval s Michalovcema o záchranu, která se zdařila.

### ŠK Slovan Bratislava

#### Sezóna 2022/23
V únoru 2023 uzavřel jako volný hráč roční kontrakt se Slovanem Bratislava, se kterým již déle trénoval. Se Slovanem se krátce po svém příchodu představil v osmifinále Evropské konferenční ligy UEFA 2022/23, kde však se spoluhráči vypadli po penaltovém rozstřelu se švýcarským mužstvem FC Basilej. Ligový debut zde absolvoval ve 21. kole v souboji s ViOnem Zlaté Moravce – Vráble, když při venkovní remíze 1:1 nahradil v 77. minutě Malika Abubakariho. V jarní části sezony 2022/23 získal se Slovanem Bratislava titul, který byl pro klub již historicky pátý v řadě.

#### Sezóna 2023/24
Se Slovanem postoupili přes lucemburský tým FC Swift Hesper (remíza 1:1 doma a výhra 2:0 venku) a celek HŠK Zrinjski Mostar z Bosny a Hercegoviny (výhra 1:0 venku a remíza 2:2 doma) do třetího předkola Ligy mistrů UEFA 2023/2024, ve kterém vypadli po prohrách 1:2 doma a 1:3 venku s izraelským mužstvem Makabi Haifa FC a byli přesunuti do čtvrtého předkola - play-off Evropské ligy UEFA 2023/2024, ve kterém nepostoupili po domácí výhře 2:1 a prohře 2:6 venku přes klub Aris Limassol z Kypru a kvalifikovali se tak do skupinové fáze Evropské Konferenční ligy UEFA 2023/2024. Se Slovanem Bratislava byli zařazeni do základní skupiny A, kde v konfrontaci s týmy Lille OSC (Francie) - (prohra 1:2 venku a remíza 1:1 doma), NK Olimpija Lublaň (Slovinsko) - (výhra 1:0 venku a prohra 1:2 doma) a KÍ Klaksvík (Faerské ostrovy) - (výhry doma i venku 2:1). skončili se ziskem deseti bodů na druhém místě tabulky a podruhé za sebou postoupili do jarní vyřazovací části této soutěže. V ní kvůli zranění nenastoupil, jeho spoluhráči vypadli již v šestnáctifinále po prohrách 1:4 venku a 0:1 doma se Sturmem Graz z Rakouska. Celkem v této sezoně pohárové Evropy odehrál Zuberu devět střetnutí, v nichž dal dva góly, konkrétně po jednom v každém z duelů se Zrinjski. V zimě 2023/2024 podepsal novou smlouvu opět na 12 měsíců. V jarní části ročníku 2023/2024 pomohl Slovanu Bratislava k šestému ligovému titulu v řadě a celkově jubilejnímu 30. v historii týmu.

#### Sezóna 2024/25
Se Slovanem postoupil na podzim 2024 přes severomakedonské mužstvo FC Struga (výhry 4:2 doma a 2:1 venku), klub NK Celje ze Slovinska (remíza 1:1 venku a výhra 5:0 doma), tým APOEL FC z kyperského města Nikósie (výhra 2:0 doma a remíza 0:0 venku) a celek FC Midtjylland z Dánska (remíza 1:1 venku a výhra 3:2 doma) z prvního předkola až do hlavní části Ligy mistrů UEFA 2024/2025, do které se bratislavský mužstvo dostalo poprvé ve své historii. V ligové fázi tehdy hrající se novým formátem se se spoluhráči střetli s kluby Manchester City FC (Anglie) - (prohra 0:4 doma), FC Bayern Mnichov (Německo) - (prohra 1:3 venku), Atlético Madrid (Španělsko) - (prohra 1:3 venku), AC Milán (Itálie) - (prohra 2:3 doma), GNK Dinamo Záhřeb (Chorvatsko) - (prohra 1:4 doma), Celtic FC (Skotsko) - (prohra 1:5 venku), VfB Stuttgart (Německo) - (prohra 1:3 doma) a Girona FC (Španělsko) - (prohra 0:2 venku) a v konečné tabulce složené ze všech týmu postoupivších do ligové fáze skončili na 35. místě a do vyřazovací fáze nepostoupili. Celkem v této sezoně pohárové Evropy odehrál Zuberu 12 zápasů, v nichž gól nedal. Poprvé v ročníku vstřelil branku 27. září 2024 při vítězství 4:2 na trávníku Zemplínu Michalovce. Podruhé v sezoně skóroval ve 27. kole v souboji s Dunajskou Stredou (remíza 2:2), když v 77. minutě snižoval na 1:2. Na jaře 2025 vybojoval se Slovanem Bratislava po domácí výhře 4:3 nad celkem MŠK Žilina sedmý ligový titul v řadě.

## Klubové statistiky
Aktuální k 18. květnu 2025
| Sezona    | Klub                           | Soutěž         | Zápasy | Góly |
| --------- | ------------------------------ | -------------- | ------ | ---- |
| 2016      | FC Still Believe               | 2. liga        | –      | –    |
| 2017      | FC Still Believe               | 2. liga        | –      | –    |
| 2018      | Dreams F.C.                    | Premier League | 12     | 4    |
| 2018/2019 | AC Sparta Praha (host.)        | Fortuna:Liga   | 0      | 0    |
| 2019/2020 | FC DAC Dunajská Streda         | Fortuna liga   | 5      | 1    |
| 2020/2021 | FC DAC Dunajská Streda         | Fortuna liga   | 5      | 0    |
| 2020/2021 | MFK Zemplín Michalovce (host.) | Fortuna liga   | 11     | 2    |
| 2021/2022 | FC DAC Dunajská Streda         | Fortuna liga   | 31     | 4    |
| 2022/2023 | ŠK Slovan Bratislava           | Fortuna liga   | 9      | 0    |
| 2023/2024 | ŠK Slovan Bratislava           | Niké liga      | 17     | 0    |
| 2024/2025 | ŠK Slovan Bratislava           | Niké liga      | 21     | 2    |
| 2025/2026 | ŠK Slovan Bratislava           | Niké liga      |        |      |